# Категорії залізничних вокзалів Польщі
Категоризація залізничних вокзалів у Польщі введена Польськими державними залізницями у 2015 році.

## Критерії
Залізничні станції та вокзали в Польщі розділені за параметрами:
- тип поїздів прийому (InterCity, регіональні)
- тип руху:
  - пасажирські станції
    - особові (корпоративні)
    - швидкої посадки

  - вантажні станції
- відправка пасажирів.

## Чинна класифікація
У 2015 році Польські державні залізниці (PKP SA) ввели новий метод класифікації станцій залежно від їх значення у залізничному сполученні.
Станції поділені на категорії (чисельність у дужках):
- Преміум, пол. Premium (18) – обслуговування міжнародних, міжрегіональних та регіональних перевезень. Є важливими транспортними вузлами на національному рівні, пропонують пасажирам цілий ряд комерційних послуг (Бидгощ-Головна, Ченстохова[4], Гданськ-Головний, Гдиня-Головна, Гливиці, Катовиці, Краків-Головний, Люблін-Головний, Лодзь-Фабрична[5], Лодзь-Каліска, Ополе-Головне, Познань-Головний, Сосновець-Головний[6], Щецин-Головний, Варшава-Центральна, Варшава-Східна, Варшава-Західна, Вроцлав-Головний[7]).
- Воєводські, пол. Wojewódzkie (13) – обслуговування міжнародних, міжрегіональних та регіональних перевезень, надання пасажирам основних послуг.
- Агломераційні, пол. Aglomeracyjne (94) – обслуговування щоденного місцевого руху, не більше 50 км від центру великого міста. Без надання комерційних послуг[3][8].
- Регіональні, пол. Regionalne (93) – станції у невеликих містах, що обслуговують переважно регіональне та місцеве сполучення. Є вузловими на рівні повіту та воєводства[3].
- Місцеві, пол. Lokalne (333) – станції з низьким потенціалом для розвитку залізничного руху, приймають пасажирів, що систематично їздять до великих міст. Забезпечують мінімальний стандарт послуг.
- Туристичні, пол. Turystyczne (13) – станції у малих містах або за межами міст, що є важливими вузлами у туристичний сезон, забезпечують міжнародне, міжрегіональне, регіональне та місцеве сполучення.

## Класифікація у 2005—2015 роках

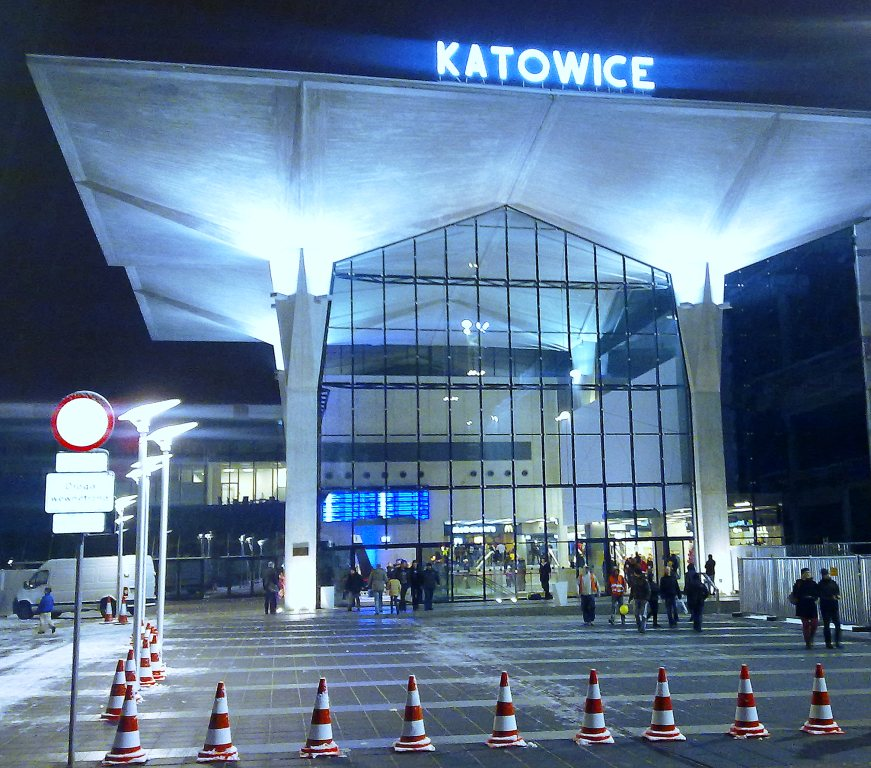
Вокзал станції Катовиці, категорія A

1 травня 2005 року з групи PKP S.A. було виокремлено «Oddział Dworce Kolejowe», що взяла під своє підпорядкування 72 найбільші залізничні вокзали у Польщі, які були класифіковані за 4 категоріями:

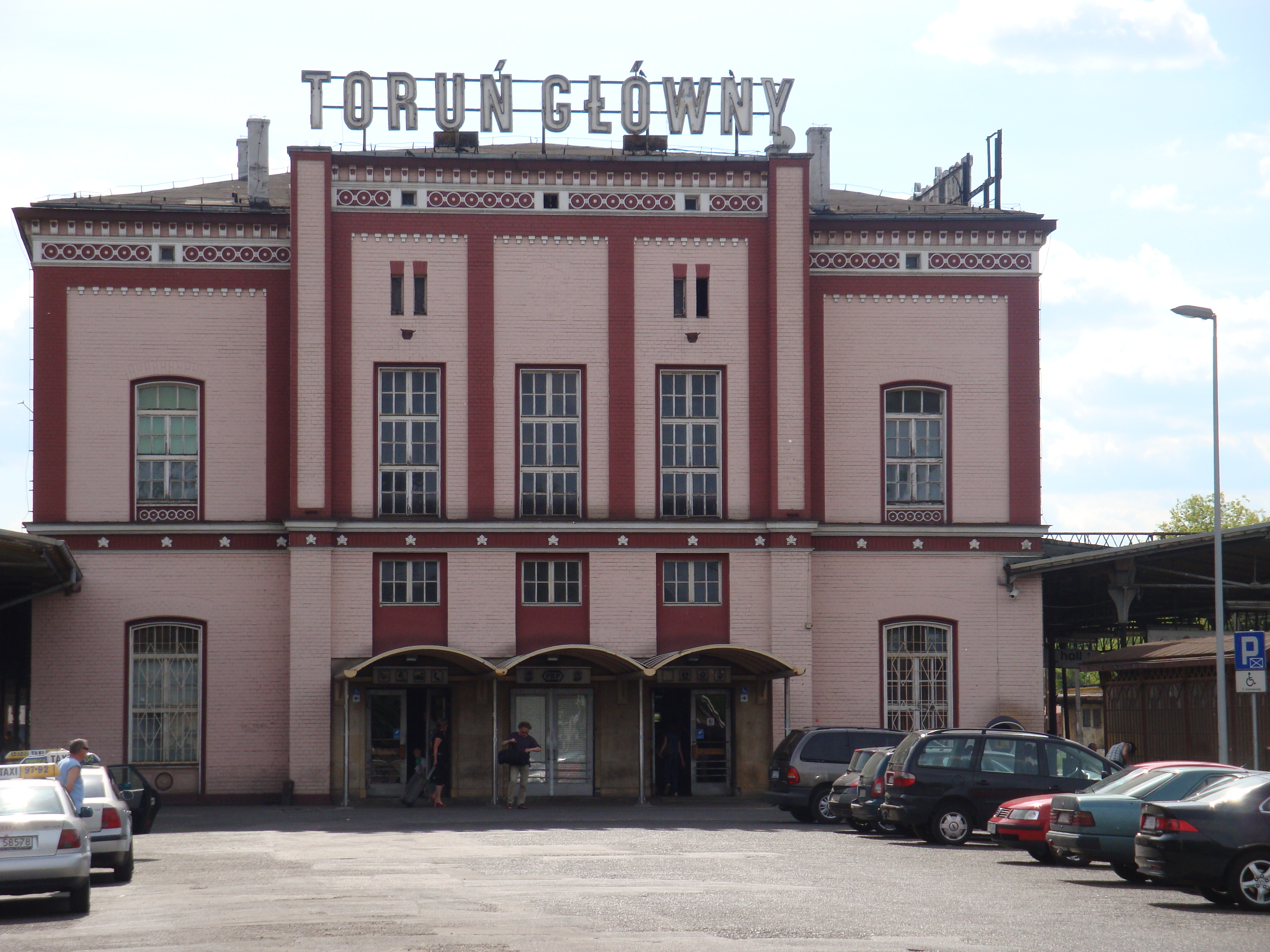
Вокзал станції Торунь-Головний, категорія B

- A – річний пасажиропотік понад 2 млн пасажирів (15 станцій);
- B – річний пасажиропотік 1 – 2 млн пасажирів (21 станцій);
- C – річний пасажиропотік 0,3 – 1 млн пасажирів (35 станцій);
- D – річний пасажиропотік нижче 0,3 млн пасажирів (2 станції).

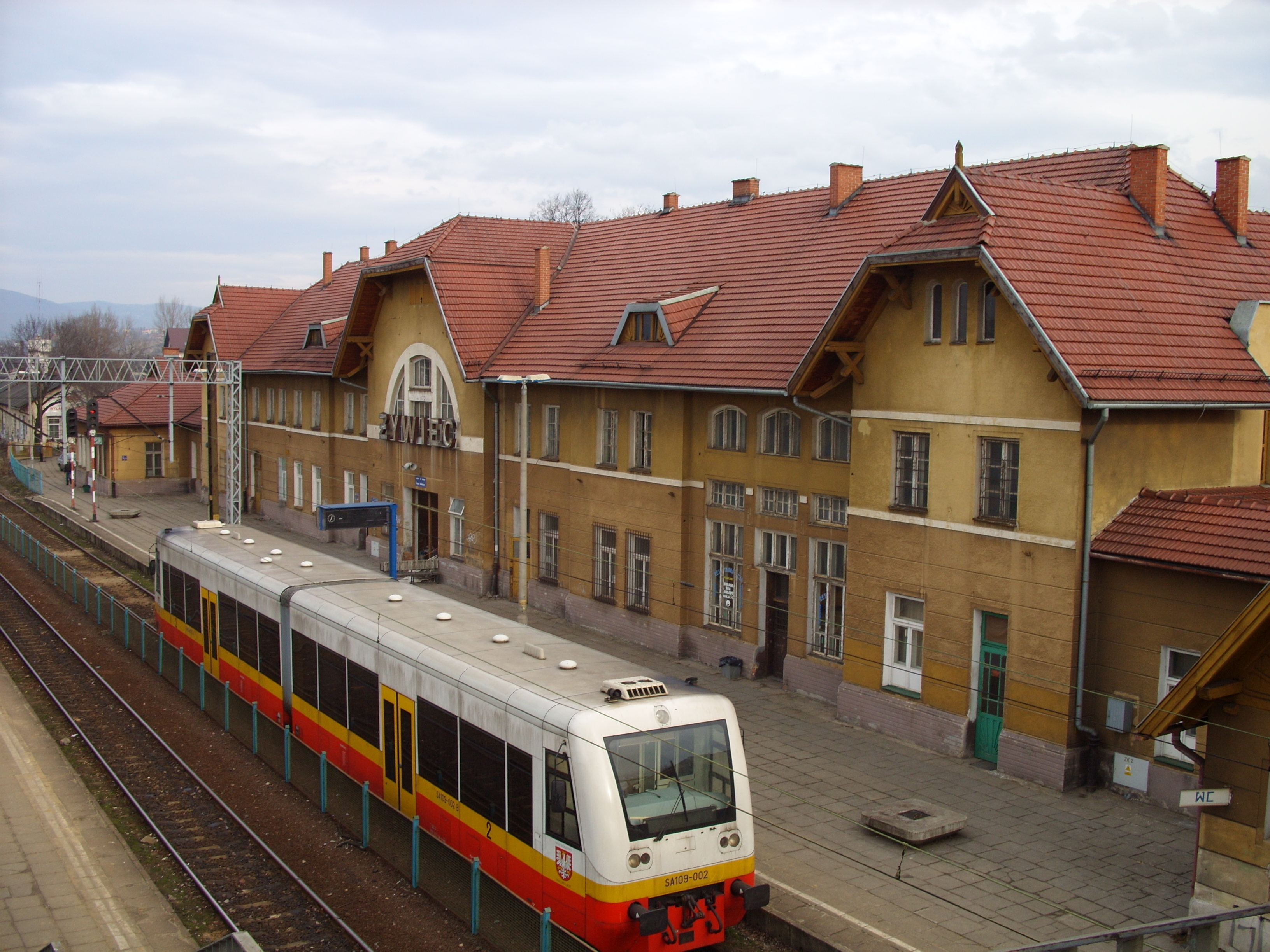
Вокзал станції Живець, категорія C

До січня 2011 року в підпорядкування «PKP Oddział Dworce Kolejowe» входило 83 залізничні вокзали.

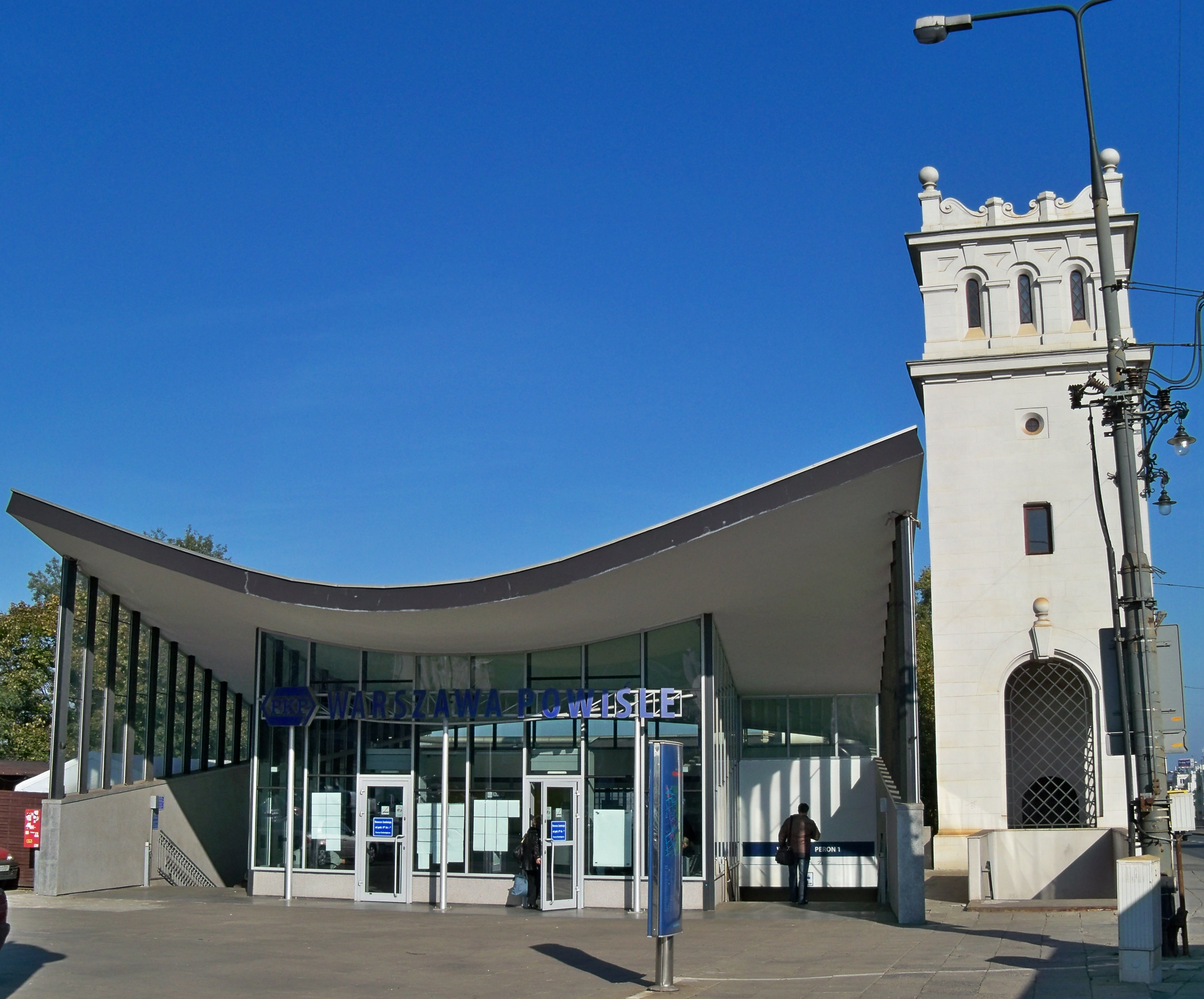
Вокзал станції Варшава-Повісля, категорія D

Згідно списку від 9 січня 2006 року для 78 залізничних станцій у підпорядкування «PKP Oddział Dworce Kolejowe», розподіл станцій за категоріями, за кількістю зареєстрованих пасажирів, був таким:
| Категорія A річний пасажиропотік понад 2 млн | Категорія B річний пасажиропотік 1–2 млн | Категорія C річний пасажиропотік 0,3–1 млн | Категорія D річний пасажиропотік нижче 0,3 млн |
| --- | --- | --- | ---------------------------------------------- |
| 1. Катовиці 2. Гливиці 3. Ополе-Головне 4. Ченстохова 5. Краків-Головний 6. Познань-Головний 7. Гданськ-Головний 8. Гдиня-Головна 9. Тчев 10. Щецин-Головний 11. Старгард 12. Бидгощ-Головна 13. Варшава-Центральна 14. Варшава-Середмістя 15. Вроцлав-Головний | 1. Заверце 2. Бельсько-Бяла-Головна 3. Тарнів 4. Ряшів-Головний 5. Люблін-Головний 6. Кельці 7. Лодзь-Каліска 8. Лодзь-Фабрична 9. Скерневиці 10. Ольштин-Головний 11. Лешно 12. Торунь-Головний 13. Інновроцлав 14. Білосток 15. Слупськ 16. Варшава-Охота 17. Варшава-Віленська 18. Гродзиськ-Мазовецький 19. Мінськ-Мазовецький 20. Тлущ 21. Радом | 1. Тарновські Гури 2. Мишкув 3. Люблінець 4. Живець 5. Чеховиці-Дзедзиці 6. Тихи 7. Рибник 8. Освенцим 9. Тшебіня 10. Перемишль-Головний 11. Пйотркув-Трибунальський 12. Кутно 13. Лович-Головний 14. Ельблонг 15. Ілава-Головна 16. Острув-Велькопольський 17. Зелена Гура-Головна 18. Піла-Головна 19. Ґожув-Велькопольський 20. Гданськ-Вжещ 21. Сопот 22. Мальборк 23. Бялогард 24. Кошалін 25. Колобжег 26. Влоцлавек 27. Єленя-Ґура 28. Варшава-Західна 29. Варшава-Східна 30. Варшава-Гданська 31. Отвоцьк 32. Седльці 33. Кендзежин-Козьле 34. Оборники-Шльонські 35. Жміґруд | 1. Варшава-Стадіон 2. Варшава-Повісля          |